# Myrtle (Minnesota)
Myrtle – miasto w Stanach Zjednoczonych, w stanie Minnesota, w hrabstwie Freeborn.